# Zàpliussie
Zàpliussie (en rus: Заплюсье) és un poble (un possiólok) de l'óblast de Pskov, a Rússia, segons el cens del 2021 tenia 869 habitants. És el centre administratiu del districte (raion) de Pliusski.